# Důl (district de Pelhřimov)
Pour les articles homonymes, voir Důl.
Důl (en allemand : Doll) est une commune du district de Pelhřimov, dans la région de Vysočina, en République tchèque. Sa population s'élevait à 59 habitants en 2020.

## Géographie
Důl se trouve à 3 km au sud-est du centre de Pacov, à 15 km à l'ouest-nord-ouest de Pelhřimov, à 41 km à l'ouest-nord-ouest de Jihlava à 82 km au sud-est de Prague.
La commune est limitée par Pacov au nord, par Pošná à l'est, par Kámen au sud et par Eš à l'ouest.

## Histoire
La première mention écrite de la localité date de 1542.

## Administration
La commune se compose de trois quartiers :
- Důl
- Nová Ves

## Patrimoine

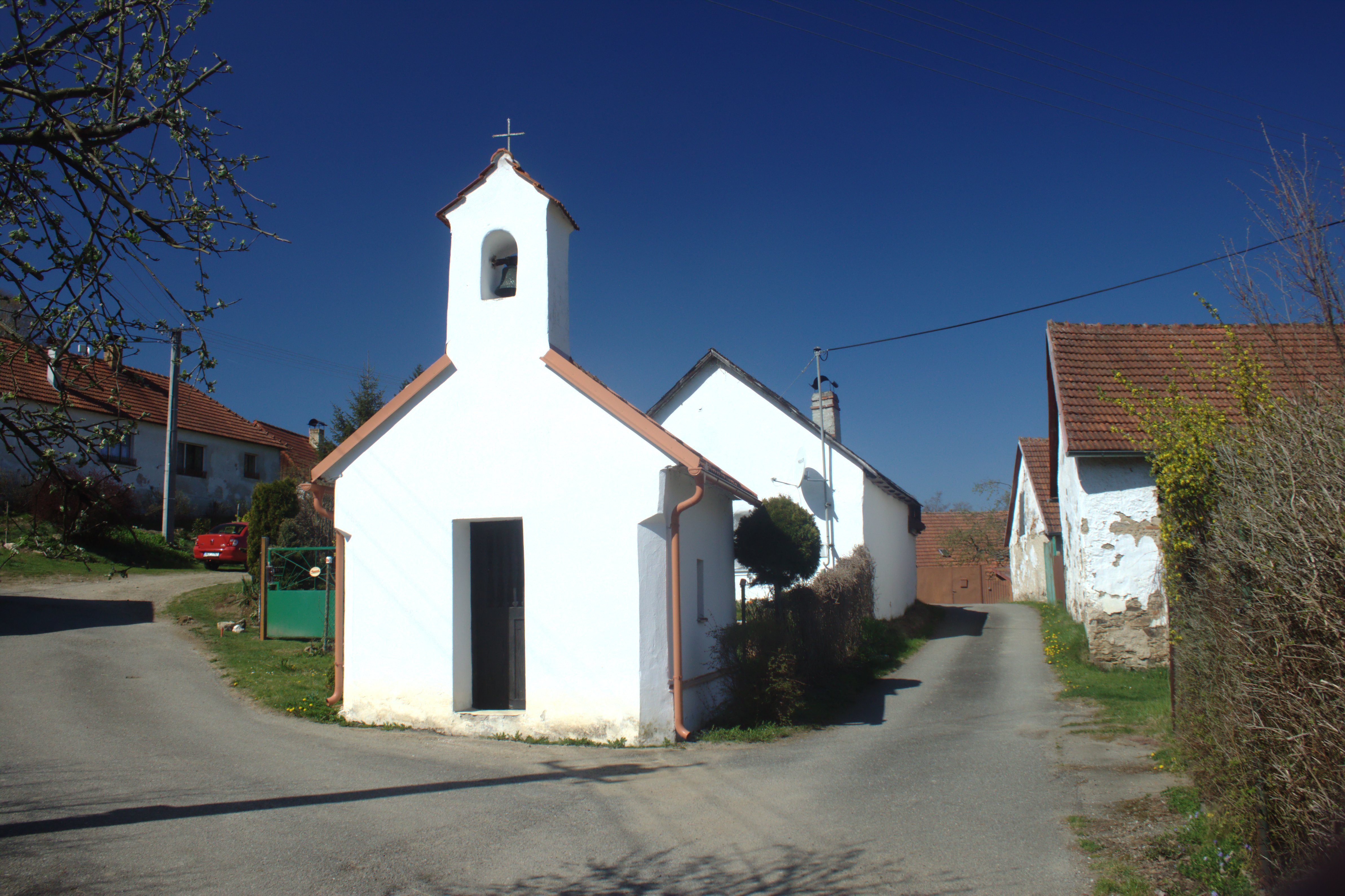
Chapelle à Nová Ves.
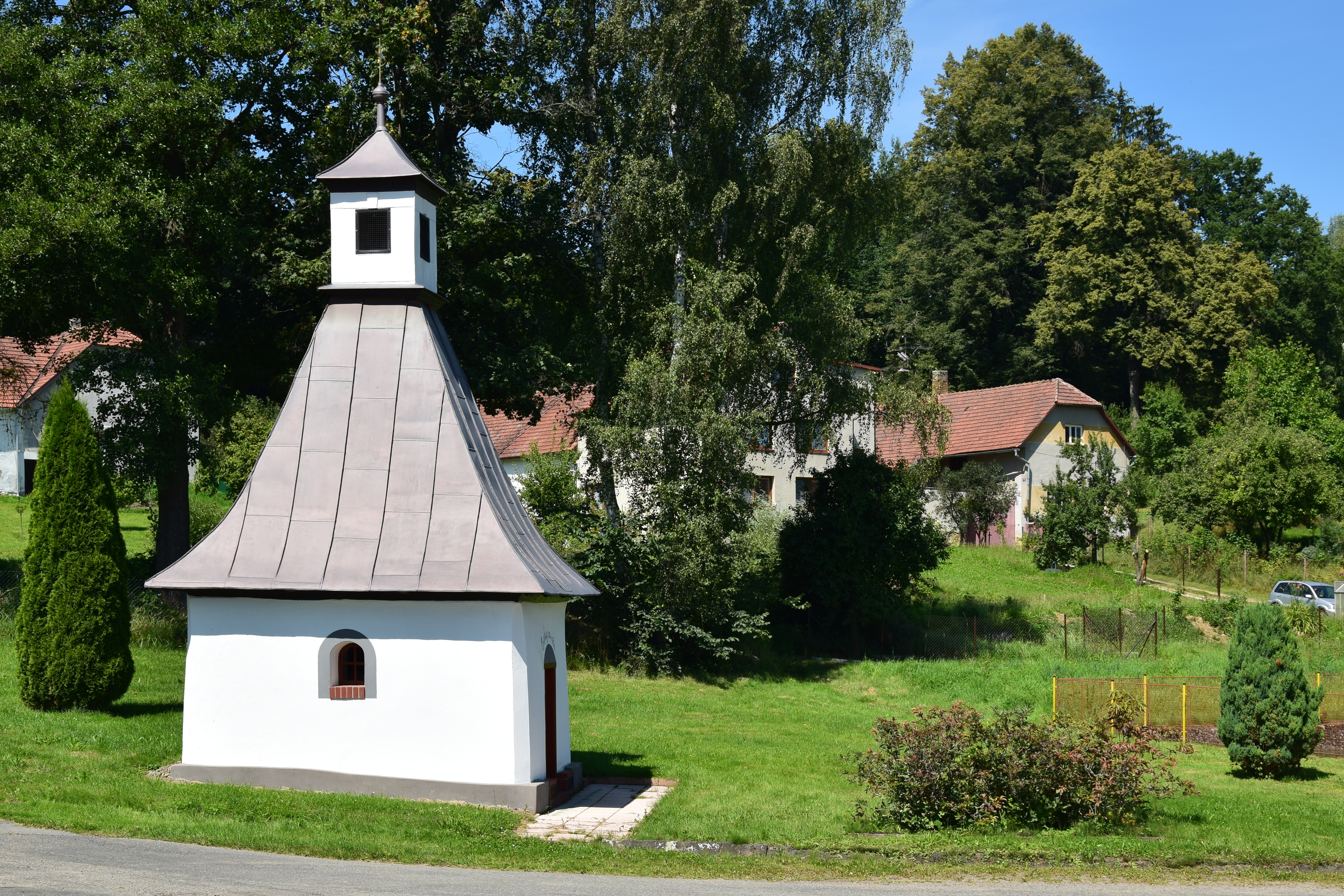
Chapelle à Důl.

## Transports
Par la route, Důl se trouve à 4 km de Pacov, à 17 km de Pelhřimov, à 48 km de Jihlava à 104 km de Prague.